# Bộ Cá láng
Bộ Cá láng (danh pháp khoa học: Lepisosteiformes) là một bộ cá gồm 1 họ duy nhất còn sinh tồn là Lepisosteidae với 7 loài trong 2 chi, sống trong môi trường nước ngọt, đôi khi nước lợ, và hiếm khi là nước mặn phía đông Bắc Mỹ, Trung Mỹ và quần đảo Caribe. Tại Việt Nam, chúng thường được gọi chung là "Cá sấu hỏa tiễn" trong thương mại cá cảnh.

## Phân bố
Các thành viên của bộ Lepisosteiformes là một những loài cá nguyên thủy của lớp cá vây tia. Hóa thạch của bộ này được tìm thấy từ đầu kỷ Trias trở đi.
Hóa thạch của chúng khai quật tại Trung Quốc, châu Âu, Ấn Độ, Nam Mỹ và Bắc Mỹ, cho thấy trước kia chúng đã từng phân bố rộng hơn ngày nay. Loài cá láng A. spatula có thể vượt qua chiều dài 10 feet (3 mét).

## Lịch sử tiến hóa
Cá láng được coi là những thành viên còn sót lại duy nhất của nhóm Ginglymodi, một nhóm cá xương phát triển trong thời kỳ Mesozoic. Các loài cá láng cổ nhất được biết đến xuất hiện vào thời kỳ Trung Trias, hơn 240 triệu năm trước. Các người họ hàng gần nhất của cá láng là cá rô phi, cùng tạo thành nhánh Holostei; cả hai nhánh này đã phân nhánh trong thời kỳ Permi muộn.
Cá láng hiện đại có giải phẫu cổ nhất là Nhanulepisosteus, sống trong thời kỳ Jura trên cao (Kimmeridgian) của Mexico, khoảng 157 triệu năm tuổi. Nhanulepisosteus sống trong môi trường biển, khác với cá láng hiện đại, cho thấy có khả năng rằng cá láng có thể từng là cá biển trước khi chuyển sang sống trong môi trường nước ngọt vào đầu kỷ Phấn Trắng. Các người họ hàng tuyệt chủng gần nhất của cá láng là Obaichthyidae, một nhóm cá giống cá láng tuyệt chủng từ thời kỳ Creta sớm ở châu Phi và Nam Mỹ.

## Phân loại
Phân loại dưới đây lấy theo Adriana López-Arbarello (2012)
- † Lepidotes Agassiz, 1832
- † Isanichthys Cavin & Suteethorn, 2006
- † Scheenstia López-Arbarello & Sferco, 2011
- Phân bộ Lepisoteoidei
  - † Araripelepidotes Santos, 1990
  - † Pliodetes Wenz, 1999
  - Siêu họ Lepisoteoidea
    - † Obaichthyidae Grande, 2010
      - † Dentilepisosteus' Grande, 2010
      - † Obaichthys Wenz & Brito, 1992

    - Họ Lepisoteidae
      - Atractosteus Rafinesque, 1820
      - Lepisosteus Lacépède, 1803
      - † Masillosteus Micklich & Klappert, 2001

### Các loài còn sinh tồn
- Atractosteus Rafinesque, 1820
  - Atractosteus spatula (Lacépède, 1803)
  - Atractosteus tristoechus (Bloch & JG Schneider, 1801)
  - Atractosteus tropicus Gill, 1863
- Lepisosteus Lacépède, 1803
  - Lepisosteus oculatus Winchell, 1864
  - Lepisosteus osseus (Linnaeus, 1758)
  - Lepisosteus platostomus Rafinesque, 1820
  - Lepisosteus platyrhincus DeKay, 1842

## Sinh thái học
Cá láng có xu hướng di chuyển chậm, trừ khi tấn công con mồi. Chúng thích khu vực nước nông có cỏ của sông, hồ và thường tụ tập thành các nhóm nhỏ. Chúng là những kẻ săn mồi phàm ăn, bắt con mồi bằng hàm răng giống như kim của chúng. Chúng ăn nhiều loài cá nhỏ và động vật không xương sống như cua. Cá láng được tìm thấy tại tất cả các khu vược của Bắc Mỹ (ví dụ Lepisosteus osseus). Mặc dù cá láng được tìm thấy chủ yếu ở vùng nước ngọt, nhưng đôi khi cũng được tìm thấy tại nước lợ và biển, đáng chú ý nhất là Atractosteus tristoechus, đôi khi dược tìm thấy trên biển. Một số cá láng đi từ hồ và sông qua hệ thống cống rãnh để có được vào ao.

## Roe
Thịt của cá láng có thể ăn được, nhưng trứng của nó chứa một loại độc tố gọi là ichthyotoxin, một loại protein độc hại với con người. Protein này có thể bị khử như hóa khi nhiệt độ đạt đến 120 độ Celsius, nhưng vì nhiệt độ trứng thường không đạt đến mức đó khi nấu chín, ngay cả trứng đã nấu chín cũng gây ra các triệu chứng nghiêm trọng. Trước đây, có nghĩ rằng việc sản sinh độc tố trong trứng của cá láng là một quá trình tiến hóa để bảo vệ trứng, nhưng trong các thí nghiệm, những con cá xanh và cá da trơn được cho ăn trứng cá láng vẫn khỏe mạnh, mặc dù chúng là những kẻ săn mồi tự nhiên của trứng cá láng. Tôm sông được cho ăn trứng cũng không miễn dịch với độc tố và hầu hết chúng chết. Tuy nhiên, khả năng gây độc đối với con người và tôm sông có thể chỉ là trùng hợp và không phải là kết quả của quá trình lựa chọn tự nhiên rõ ràng.

## Ý nghĩa đối với con người
Một số loài cá láng được buôn bán như cá cảnh.Vảy sừng ganoid của cá láng đôi khi được sử dụng để làm trang sức, trong khi da cứng của chúng được dùng để chế tạo các sản phẩm như đèn bàn. Lịch sử cho thấy, người dân bản địa Mỹ đã sử dụng vảy cá láng làm mũi tên, người bản địa Caribbeans đã sử dụng da cá để làm áo giáp ngực, và những người đổ bộ đầu tiên của Mỹ đã bọc da cá láng vào lưỡi cày của họ. Hiện chưa có nhiều thông tin về chức năng chính xác của cá láng trong tôn giáo và văn hóa của người bản địa Mỹ, ngoại trừ các màn múa "garfish dances" đã được thực hiện bởi các bộ tộc Creek và Chickasaw.